# Битва за Гадрут
Битва за Гадрут (азерб. Hadrut döyüşü; арм. Հադրութի ճակատամարտ) — бои за контроль над Гадрутом и его окрестностями в октябре 2020 года, один из эпизодов Второй Карабахской войны.

## Предыстория
27 сентября 2020 года в зоне Нагорного Карабаха возобновились боевые действия, южное направление по линии Джебраил — Гадрут, с 90-х годов контролировавшейся армянскими вооружёнными формированиями и откуда было насильственно выселено всё азербайджанское население, стало одним из районов наиболее интенсивных боёв с применением бронетехники и артиллерии, сопровождавшихся многочисленными потерями среди личного состава и боевой техники. В первые дни азербайджанским войскам не удавалось переломить ситуацию в свою пользу, бои велись вдоль линии соприкосновения. К 9 октября, за несколько дней до занятия Гадрута, Азербайджану удалось взять под контроль районный центр — Джебраил, преодолев 20 километров почти за две недели наступления. В ходе войны Азербайджан несколько раз заявлял о занятии данных населённых пунктов, что публично опровергалось армянскими военными.

## Хронология
5 октября министерство обороны Азербайджана сообщило, что «на участке обороны 1-го мотострелкового полка вооруженных сил Армении в Гадруте возникла нехватка продовольствия и горючего» и личный состав 3-го батальона полка, «самовольно оставив боевые позиции, бежал». 6 октября Минобороны Армении сообщило о начале азербайджанскими вооружёнными силами широкомасштабного наступления на юге Нагорного Карабаха. 7 октября власти Армении заявили об обстреле Гадрута из тяжелой артиллерии. По сообщению мэра Гадрута Ваана Савадяна, часть жителей (женщины, дети и старики) была вывезена из Гадрута из соображений безопасности, остальные укрывались в убежищах.
9 октября азербайджанская сторона заявила об «освобождении Гадрута от оккупации», однако армянские представители это заявление опровергли. В ночь с 9 на 10 октября, по итогам переговоров в Москве министров иностранных дел Азербайджана Джейхуна Байрамова и Армении Зограба Мнацаканяна при посредничестве главы МИД России Сергея Лаврова, было заключено соглашение. В соглашении стороны, в частности, договорились о гуманитарном прекращении огня с полудня 10 октября.
Утром 10 октября Минобороны Азербайджана сообщило, что с Ходжалинского направления ВС Армении подвергают интенсивному обстрелу Гадрут с применением реактивных систем залпового огня, представитель Минобороны Армении опроверг данное сообщение. За час до оговоренного прекращения огня армянская сторона сообщила об обстреле окрестностей Капана в Армении, а сразу после его начала — о возобновившихся атаках на армянские позиции в районе Гадрута. Министерство обороны Азербайджана опровергло эти сообщения, обвинив армянские силы в нарушении перемирия в направлении Физули и Джебраила. Вечером того же дня азербайджанское ведомство сообщало, что армяне предприняли попытку атаковать со стороны села Туг в направлении Гадрута и со стороны сёл Аракюль и Баназура в направлении Джебраила, однако, в результате предпринятых азербайджанскими подразделениями мер, «противник, неся многочисленные потери в живой силе и военной технике, был вынужден отступить». По данным оборонного ведомства, подразделения ВС Азербайджана, заманив противника в ловушку, разгромили его, в результате боестолкновения было уничтожено 38 военнослужащих противника, 2 РСЗО БМ-21 «Град», 7 артиллерийских орудий и 2 грузовика с боеприпасами. Представитель Минобороны Армении, в свою очередь, заявил, что «диверсионные группы противника попытались проникнуть в город Гадрут», и, что «на данный момент операция по ликвидации диверсионных групп в Гадруте почти завершена».
12 октября пресс-секретарь президента НКР Ваграм Погосян написал в «Твиттере», что азербайджанцы штурмуют Гадрут большими силами. Минобороны Азербайджана назвало это сообщение абсурдом, заявив, что азербайджанская армия взяла город под контроль ещё на прошлой неделе. Отсутствие видео и фото, согласно котором можно было бы установить, кто из сторон находится в Гадруте и контролирует его, по словам BBC, могло говорить о том, что бои за сам город продолжались и его никто не контролировал в полной мере, или же одна из сторон держала Гадрут под постоянным и интенсивным обстрелом.
13 октября минобороны Азербайджана опубликовало кадры, на которых, как утверждало, был запечатлен «освобождённый от оккупации» Гадрут. Источники BBC подтвердили, что панорамный вид в начале видео действительно показывает Гадрут с господствующих высот с юга и запада, но здание над которым развевался азербайджанский флаг находилось в расположенном неподалеку селении Тагасер в километре к западу от Гадрута, но не было кадров непосредственно в самом Гадруте. 16 октября президент Азербайджана Ильхам Алиев объявил о взятии трёх деревень на южном участке фронта, расположенных рядом с Гадрутом на северо-востоке от него: Хрманджук, Агбулак и Ахуллу. В этот же день Министерство обороны Азербайджана опубликовало видео с кадрами из центра поселка Гадрут. В новом видео в кадре видны узнаваемые места центра Гадрута: парк и мемориал, таблички на зданиях органов власти непризнанной НКР и так далее. В Гадруте во время съёмки стоит тишина, не слышно ни боев, ни даже далёкой канонады. Позже, в тот же день, пресс-секретарь Министерства обороны Армении Арцрун Ованнисян ушёл от ответа на вопрос журналистов, кто всё-таки контролирует Гадрут.

## Последствия
Взятие Гадрута стало решающей победой для Азербайджана и нанесло серьёзный удар по моральному духу армян. Позиции в Гадруте позволяют контролировать жизненно важную дорогу в Нагорный Карабах, поэтому его потеря вынудила армянские части, оборонявшиеся в Физулинском и Джебраильском районах отступить с укреплённых позиций из-за риска отрезания и окружения.
С падением Гадрута азербайджанские войска стали продвигаться более интенсивно, а армянские силы — отступать. После Гадрута Азербайджан, развивая успех, взял под контроль райцентры Физули, Зангелан, Губадлы, для азербайджанских войск открылась жизненно важная дорога к стратегически важным населённым пунктам Нагорного Карабаха — Шуше и Ханкенди.

## Оценки
Президент Азербайджана через год после боевых действий заявил, что гадрутская операция была важна как с военной, так и со стратегической точки зрения, из-за географического положения населённого пункта. По его словам, успешное взятие Гадрута решило исход всей войны.
По словам мэра Гадрута, армяне могли бы удерживать город и дальше, «если бы оборона была организована должным образом», такого же мнения придерживается бывший министр обороны Армении Сейран Оганян, заявивший, что для этого «надо было лишь сделать соответствующие исследования и анализы». Бывший президент Армении Роберт Кочарян, комментируя военные действия и «сдачу Гадрута», обвинил действующее правительство в «бездарном управлении войсками».